# 李琰 (朝鮮)
李 琰（イ・ヨム、宣徳9年・世宗16年（1434年） - 成化3年・世祖13年（1467年））は、李氏朝鮮の王族。字は明之。君号は永膺大君。第4代国王世宗の王子。母は昭憲王后。第5代国王文宗および第7代国王世祖・安平大君・臨瀛大君・広平大君・錦城大君・平原大君の同母弟。桂陽君の異母弟で永豊君李瑔と同じ年の生まれである。母の昭憲王后の子女の中で末子であり、父王から特に可愛がられていた。第6代国王端宗・第8代国王睿宗の叔父。なお、第16代国王仁祖以降の国王は、彼の血筋でもある（仁祖の生母の仁献王后具氏は、長女の玄孫である為）。

## 経歴
1441年に永興大君に封じられる。1442年に当時王世子だった長兄の文宗が父王の摂政となる。1443年に歴陽大君に転じる。1446年に母の昭憲王后が崩御する。1447年に永膺大君に転じる。1450年に自邸の東別宮で父王が崩御する。書や絵、音楽に造詣が深く、1463年に「明皇誡鑑」の歌詞をハングル文字に翻訳する。
最初、礪山宋氏の女性と婚姻したが、夫人が病弱であることを理由に、世宗によって離縁させられた。その後、海州鄭氏を継室に迎えたが、宋氏の事が忘れられず、世祖の協力もあり彼女の元に通い続けた。娘を二人儲け、鄭氏と離縁し宋氏と復縁した。

## 家族関係
- 祖父：太宗
- 祖母：元敬王后閔氏
- 父：世宗
- 母：昭憲王后沈氏
- 兄：文宗
  - 甥：端宗
- 兄：世祖
  - 甥：睿宗
- 正室：春城府夫人 海州鄭氏（伯父の孝寧大君の正室の姪で、敬恵公主（端宗の姉）の夫の鄭悰の姉に当たる）
- 正室：帯方府夫人 礪山宋氏（姪に端宗の王妃の定順王后がいる）
  - 長女：吉安県主 李億千 - 綾川府院君 具寿永と婚姻（その他に娘一人と、復縁後に儲けた数名の息子がいたが夭逝。吉安県主のみが成人した）
    - 孫：具希璟（曾孫娘は第16代国王仁祖の母の仁献王后）
    - 孫：具文璟（第10代国王燕山君の娘婿）
- 側室：延城府夫人 延安金氏
  - 長男：清風君 李源
  - 次女：裵嗣宗と婚姻
  - 三女：趙徳穏と婚姻